# Острови Паллісер

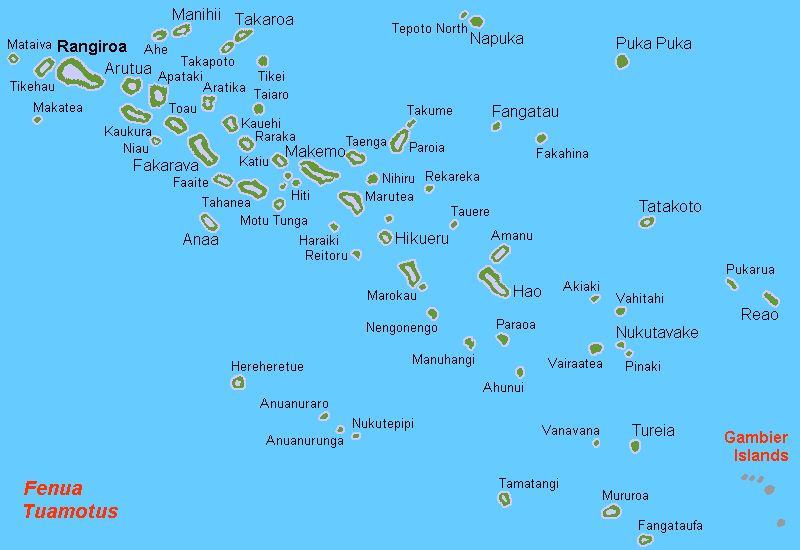
Карта Туамоту; Паллісер розташовані на північному заході головного скупчення атолів Туамоту.

Острови Паллісер або Паллізери — підгрупа групи Туамоту у Французькій Полінезії. Вони розташовані на самому північному заході основної групи атолів.

## Атоли
До групи входять:
| №  | Острів/атол | Площа, км² | Площа лагуни, км² | Населення чол. (2007) | Щільність чол/км² | Координати                                                    |
| -- | ----------- | ---------- | ----------------- | --------------------- | ----------------- | ------------------------------------------------------------- |
| 1  | Апатакі     | 20         | 683               | 492                   | 24,60             | 15°27′ пд. ш. 146°19′ зх. д. / 15.450° пд. ш. 146.317° зх. д. |
| 2  | Арутуа      | 15         | 484               | 725                   | 48,33             | 15°18′ пд. ш. 146°45′ зх. д. / 15.300° пд. ш. 146.750° зх. д. |
| 3  | Каукура     | 11         | 434               | 542                   | 49,27             | 15°45′ пд. ш. 146°41′ зх. д. / 15.750° пд. ш. 146.683° зх. д. |
| 4  | Макатея     | 24         | —                 | 61                    | 2,54              | 15°50′ пд. ш. 148°16′ зх. д. / 15.833° пд. ш. 148.267° зх. д. |
| 5  | Матайва     | 16         | 25                | 204                   | 12,75             | 15°50′ пд. ш. 148°16′ зх. д. / 15.833° пд. ш. 148.267° зх. д. |
| 6  | Ніау        | 20         | 32                | 171                   | 8,55              | 14°53′ пд. ш. 148°43′ зх. д. / 14.883° пд. ш. 148.717° зх. д. |
| 7  | Рангіроа    | 79         | 1446              | 2438                  | 30,86             | 15°07′ пд. ш. 147°38′ зх. д. / 15.117° пд. ш. 147.633° зх. д. |
| 8  | Тікехау     | 20         | 400               | 507                   | 25,35             | 14°59′ пд. ш. 148°09′ зх. д. / 14.983° пд. ш. 148.150° зх. д. |
| 9  | Тоау        | 12         | 561               | незалелений           | —                 | 15°49′ пд. ш. 146°0′ зх. д. / 15.817° пд. ш. 146.000° зх. д.  |
| 10 | Факарава    | 16         | 1153              | 855                   | 53,44             | 16°20′ пд. ш. 145°14′ зх. д. / 16.333° пд. ш. 145.233° зх. д. |
|    | Всего       | 233        | 5218              | 5995                  | 25,73             | 15°07′ пд. ш. 147°37′ зх. д. / 15.117° пд. ш. 147.617° зх. д. |

## Адміністрація
- Адміністративно атоли Апатакі і Каукура належать до комуни Арутуа із загальним населенням 1510 жителів.
- Тоау, Ніау і Факарава належать до комуни Факарава. Загальна чисельність населення 1800 чоловік.
- Комуна Рангіроа складається з 3 атолів: власне Рангіроа, Тікехау і Матаїва, а також окремого острова (Макатеа). Населення — 3467 жителів.

## Історія
Капітан Джеймс Кук, який був першим європейцем котрий побачив ці острови, назвав їх «островами Паллісера» 19-20 квітня 1774 р.; назвавши їх такими на честь адмірала сера Г'ю Паллісера.